# Central Station (servicio)
Central Station (también conocido como Network Gaming Service) era un servicio de videojuegos en línea operado por Sony Computer Entertainment Europe en regiones PAL para PlayStation 2.
El servicio permitía a los jugadores tener una lista de amigos, ver los nuevos lanzamientos de juegos de la época, leer las noticias relacionadas con el ecosistema PlayStation, participar en eventos y jugar juegos en línea integrados en Central Station para las consolas PlayStation 2 y PlayStation Portable. El servicio actuó como una alternativa oficial de Sony a servicios externos middleware como GameSpy pero con características más cercanas al Xbox Live o al PlayStation Network. Se podría acceder Central Station  a través de un disco de acceso a red que se utiliza para configurar una conexión a Internet, iniciar sesión y interactuar con las funciones .
La Central Station fue reemplazado por PlayStation Network tras el lanzamiento de la PlayStation 3. No se conoció una fecha de descontinuación oficial pero el servicio ya no está disponible.

## Historia
La historia de Central Station no está muy clara debido a la documentación muy limitada y la poca cobertura que hubo en la época. Sin embargo, varios discos de acceso a red se han volcado y conservado en línea. Estos discos muestran que Central Station pasó por al menos dos cambios importantes de interfaz de usuario y marca fuera de las pruebas beta.
Alrededor de noviembre de 2004, Sony entregó discos actualizados a los usuarios registrados. Estos discos incluían novedades y una nueva interfaz de configuración, un nuevo portal interactivo de Central Station  y Hardware: Online Arena.
Parece que el middleware de la Central Station también incluyó en algunos juegos de PlayStation Portable, aunque no hay pruebas de que los usuarios pudieron acceder al portal de la Central Station en las consolas PlayStation Portable, solo fue una prueba que no salió adelante  
un disco de una versión beta se publicó en Internet conocido como "Mirage"  tiene un concepto muy aproximado de la interfaz de usuario de la versión final de  Central Station, junto con un documento de prensa escaneado que se publicó en un blog de Tumblr que indica que British Telecom trabajó con Sony Computer Entertainment Europe para integrar la transmisión de archivos de video formato H.264 en los discos de acceso a la red.

## Uso
Central Station requería que los usuarios registraran su consola con dos o tres códigos de seriales diferentes dependiendo del modelo de la consola. Estos consistirían principalmente en un código de acceso a la red (incluido en el disco o en la caja de la consola), el número de modelo de la consola y el número de serie del adaptador de red. Después de pasar por el proceso de registro, los usuarios recibirían un código PIN por correo que podrían ingresar en la consola o en el sitio web del Servicio de Juegos en Red .

## Juegos compatibles
Todos los juegos compatibles con Central Station en su totalidad juegos de Sony Computer Entertainment o una subsidiaria similar: 
| nombre                                  | año       | Desarrollador             |
| --------------------------------------- | --------- | ------------------------- |
| Amplitude                               | 2003      | Harmonix                  |
| Destruction Derby: Arenas               | 2004      | Studio 33                 |
| EverQuest Online Adventures             | 2003      | Sony Online Entertainment |
| Everybody's Golf 4                      | 2003      | Clap Hanz                 |
| EyeToy: Chat                            | 2005      | London Studio             |
| FORMULA ONE 04                          | 2004      | Studio Liverpool          |
| FORMULA ONE 05                          | 2005      | Studio Liverpool          |
| Hardware: Online Arena                  | 2003      | London Studio             |
| Jak X: Combat Racing                    | 2005      | Naughty Dog               |
| Killzone                                | 2004      | Guerrilla Games           |
| My Street                               | 2003      | Idol Minds                |
| Ratchet & Clank 3                       | 2004      | Insomniac Games           |
| Ratchet: Gladiator                      | 2005      | Insomniac Games           |
| SOCOM 3: US Navy SEALs                  | 2005      | Zipper Interactive        |
| SOCOM II: U.S. Navy SEALs               | 2003      | Zipper Interactive        |
| SOCOM: U.S. Navy SEALs                  | 2003 (EU) | Zipper Interactive        |
| SOCOM: U.S. Navy SEALs Combined Assault | 2006      | Zipper Interactive        |
| Syphon Filter: Omega Strain             | 2004      | Bend Studio               |
| This is Football 2004                   | 2004      | London Studio             |
| Twisted Metal: Black Online             | 2001      | Incognito Entertainment   |
| WRC 4                                   | 2004      | Evolution Studios         |
| WRC Rally Evolved                       | 2005      | Evolution Studios         |